# Worms – Odyssee im Wurmraum
Worms – Odyssee im Wurmraum (engl. Originaltitel: Worms: A Space Oddity) ist ein 2007 erschienenes Artillery-Spiel von Team17 für Nintendo Wii. Es ist ein Teil der Worms-Reihe.

## Spielprinzip
Worms – Odyssee im Wurmraum ist ein rundenbasiertes Artilleriespiel. Jeder Spieler steuert ein Team aus mehreren Würmern. Im Laufe des Spiels wählen die Spieler abwechselnd einen ihrer Würmer aus. Das Spiel verwendet die Bewegungssteuerung der Nintendo Wii, die es Spielern ermöglicht, verschiedene Angriffe zu starten. Das Spiel spielt im Weltraum. Das Waffenarsenal wurde entsprechend aktualisiert. Es sind 6 Themen enthalten, nämlich Cavernia, Tenticlia, Frostal, Kaptzol, Mechanopolis und die Erde. Die Würmer sind in Bezug auf Hautfarbe und Helmstil anpassbar, wie in Worms: Open Warfare 2.

## Entwicklung
Als „Worms – Odyssee im Wurmraum“ angekündigt wurde, sollte es eine Wi-Fi-Verbindung und herunterladbare Inhalte geben. Team17 verwarf später die Idee des Netzwerkspiels, wobei der Publusher erklärte, dass es besser wäre, wenn die Spieler sich gegenseitig verspotten und von Angesicht zu Angesicht spielen könnten.

## Rezeption
Laut Eurogamer sei die Bewegungssteuerung des Spiel effekthascherisch und unzuverlässig, während IGN das Gegenteil feststellte. 1UP.com kommentiert, dass die Wii-Bewegungssteuerung anfangs schwierig sei, man sich aber daran gewöhne.